# Polynesische exclave
Een Polynesische exclave is een vestigingsgebied waar de bevolking in meerderheid van Polynesische oorsprong is dat buiten de zogenaamde Polynesische driehoek ligt, maar binnen het gebied van Micronesië of Melanesië. Op deze eilanden of atollen worden Austronesische talen gesproken die het meest verwant zijn aan de Polynesische talen.

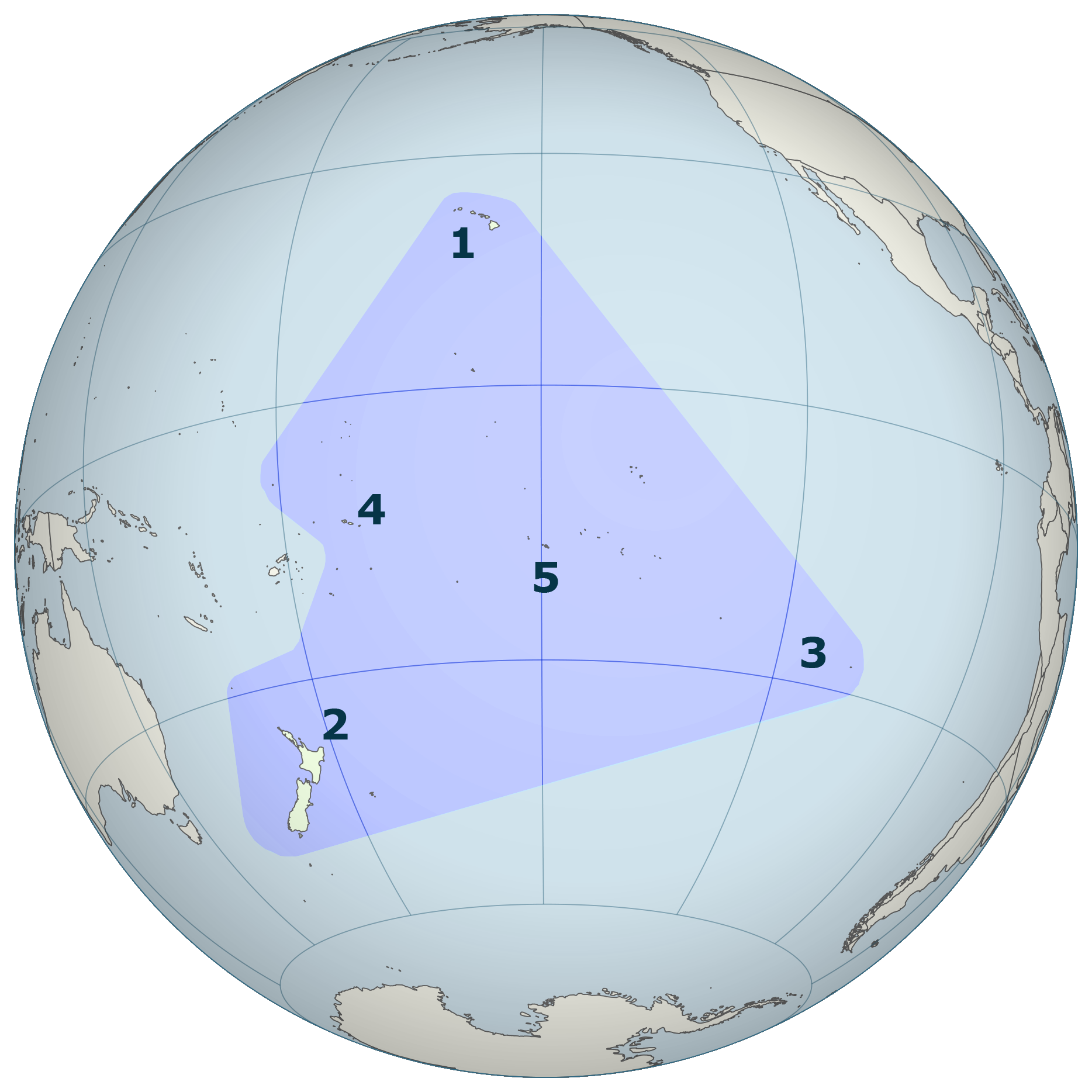
De Polynesische driehoek met Hawaï (1), Nieuw-Zeeland (2), het Paaseiland (3), Samoa (4) en Tahiti (5)
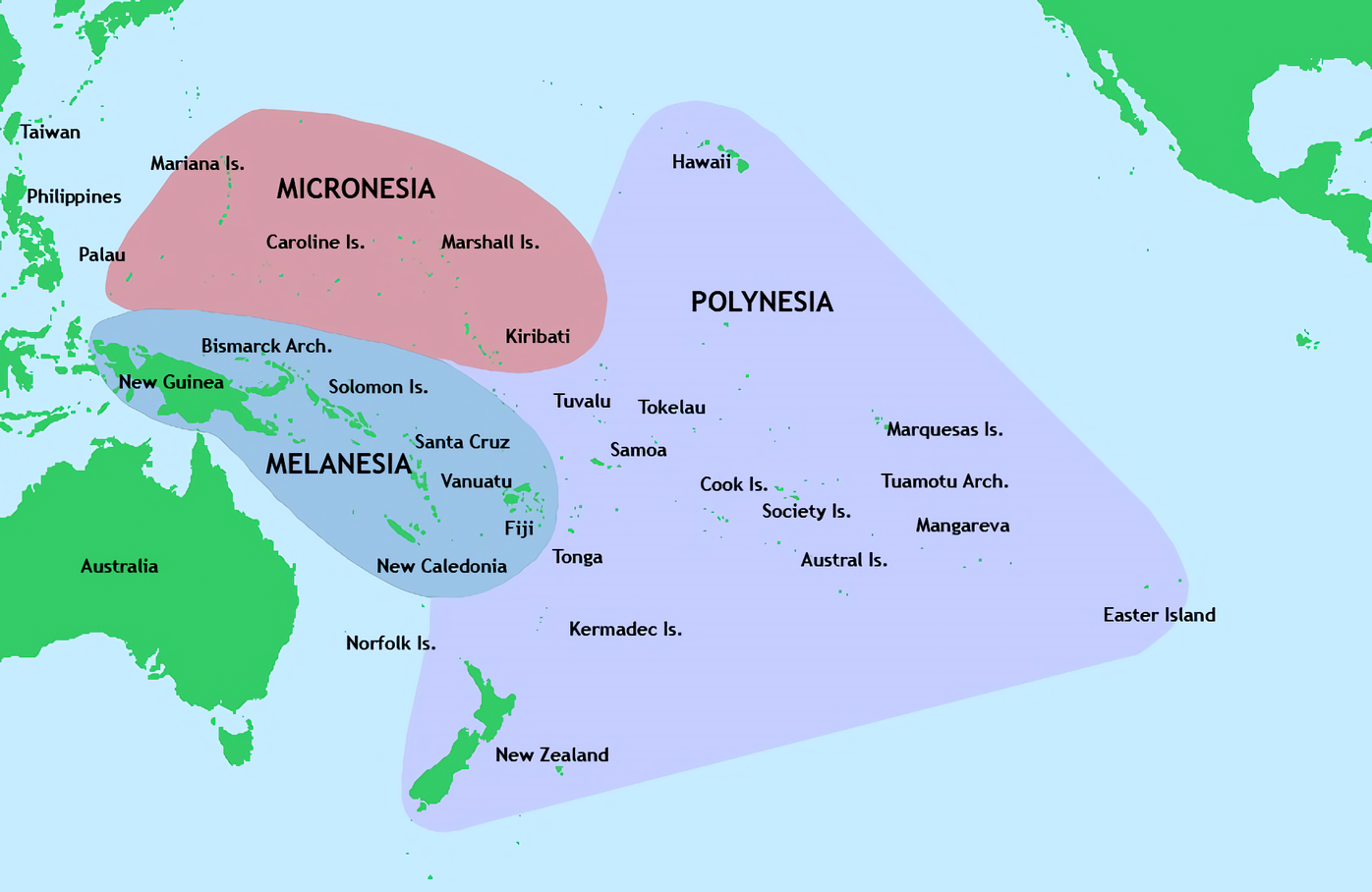
Overzicht culturen in de Grote Oceaan

Bekende exclaves zijn:
In Fiji:
- Rotuma

In de Federale Staten van Micronesia:
- Kapingamarangi
- Nukuoro

In Nieuw-Caledonië:
- Ouvéa

In Papoea-Nieuw-Guinea:
- Nukumanu-eilanden
- Nuguria
- Takuu

In de Salomonseilanden:
- Anuta
- Fatutaka
- Ontong Java
- Pileni
- Nukapu
- Nupani
- Tinakula
- Sikaiana
- Tikopia
- Rennell-Bellona
- Vanikoro (Zuidoostelijke deel)
- Duffeilanden

In Vanuatu:
- Aniwa
- Emae
- Futuna